# Amur-Klasse (1906)
Die beiden Minenleger der zweiten Amur-Klasse waren Weiterentwicklungen der beiden ersten Hochsee-Minenleger Amur und Jenissei die 1898 bis 1901 für die Kaiserlich Russische Marine gebaut worden und im Russisch-Japanischen Krieg 1904 verloren gegangen waren. Auch die 1905 bei der Baltischen Werft in Sankt Petersburg in Auftrag gegebenen, gleichnamigen Schiffe waren kreuzerähnliche Zweischornsteiner. Die revolutionäre Situation in Russland verzögerte ihre Fertigstellung erheblich.
Die Jenissei wurde am 22. Mai 1915 durch ein deutsches U-Boot versenkt. Die Amur wurde als Hulk 1941 in Tallinn durch deutsche Flugzeuge versenkt.

## Baugeschichte

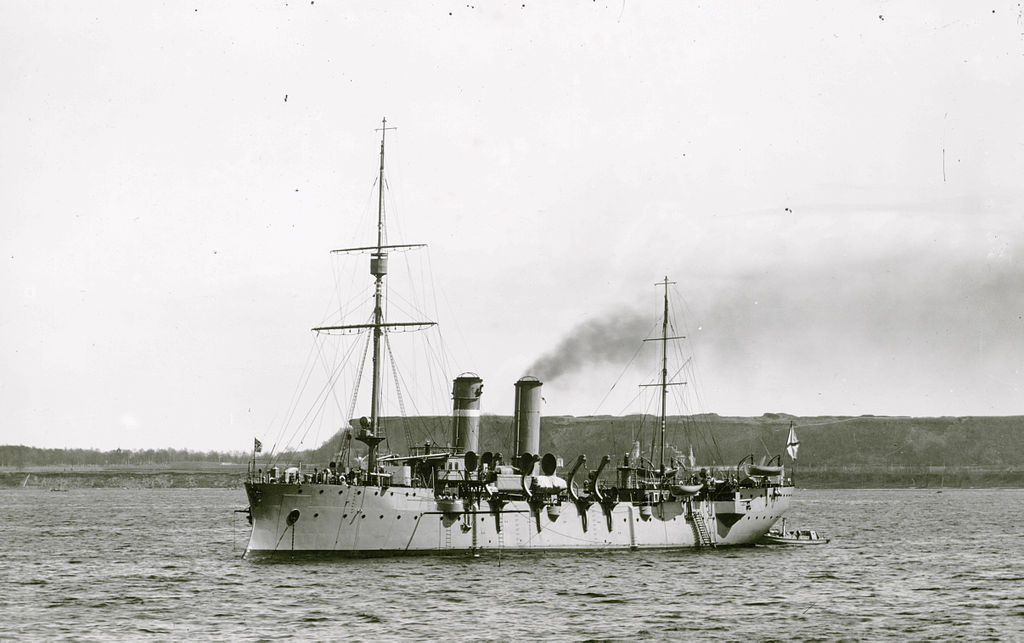
Die Jenissei vor 1914 vor Reval

Die Minenleger der zweiten Amur-Klasse sollten eine verbesserte Ausführung ihrer Vorgänger sein. Beide Schiffe, Jenissei und Amur, wurden wieder bei der Baltischen Werft in Sankt Petersburg in Auftrag gegeben. Die Kiellegung der Jenissei erfolgte 1905 noch während des Krieges gegen Japan, die der Amur 1906. Sie erhielten einen verstärkten Rumpf, eine stärkere Maschine und eine erheblich verstärkte Bewaffnung gegenüber den Schiffe der ersten Serie. Auch das Minenfassungsvermögen war etwas höher.
Die neuen Schiffe waren in der Wasserlinie 98,9 m lang, waren bis zu 14,05 m breit und hatten einen Tiefgang von 4,4 m. Die Bewaffnung war mit fünf 120-mm-L/45-Canet-Kanonen und zwei 75-mm-L/50-Kanonen des Modells Canet 1892 erheblich verstärkt worden.
Die langen Bauzeiten und das Festhalten an den alten Plänen führte wie bei anderen zeitgleich umgesetzten Projekten (z. B. den Panzerkreuzern der Bajan-Klasse) zu Schiffen, die bei Fertigstellung technisch bereits überholt waren. Die Geschwindigkeit der Schiffe war völlig unzureichend, zumal die Amur nicht einmal die unzureichende Konstruktionsgeschwindigkeit erreicht haben soll.

## Einheiten
| Name              | Bauwerft                          | Kiellegung | Stapellauf    | Indienststellung | Verbleib                                                                                        |
| ----------------- | --------------------------------- | ---------- | ------------- | ---------------- | ----------------------------------------------------------------------------------------------- |
| Jenissei (Енисей) | Baltische Werft, Sankt Petersburg | Juni 1905  | 18. Juli 1906 | 1909             | 1918 außer Dienst und Verwendung als Hulk, am 28. August 1941 durch deutsche Flugzeuge versenkt |
| Amur (Амур)       | Baltische Werft, Sankt Petersburg | Juli 1906  | 29. Juni 1907 | 1909             | Am 4. Juni 1916 durch deutsches U-Boot versenkt                                                 |

## Einsatzgeschichte

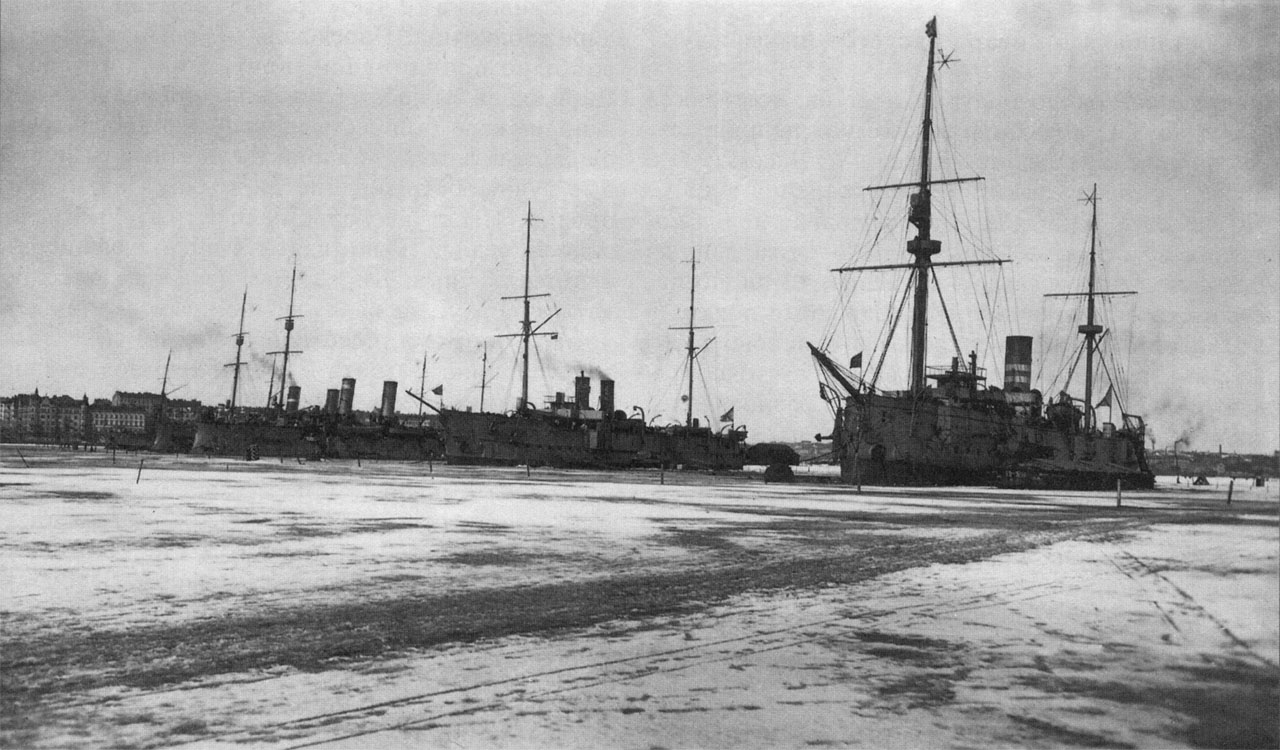
Russische Minenleger in Helsinki

Die beiden Schiffe wurden bei der gemeinsamen Indienststellung dem Minenlegergeschwader der Baltischen Flotte zugewiesen. Dem Legen defensiver wie offensiver Minensperren maß die Russische Marine eine erhebliche Bedeutung zu, zumal sie auf gute Erfahrungen aus dem Krieg gegen Japan zurückgreifen konnte, in dem die japanische Marine etliche Schiffe durch Minen verlor (siehe Hatsuse). Für die offensive Kriegsführung waren Kreuzer und Zerstörer vorgesehen und auch etliche alte Kreuzer wurden zu Minenlegern umgebaut, wie etwa die Panzerkreuzer Rossija und Gromoboi. Ab 1910 bestand die Absicht, den finnischen Meerbusen durch eine massive Minensperre gegen Angriffe völlig zu sperren; ab 1913 verfügte die russische Marine über den notwendigen Minenvorrat.
 Erster Kommandant der Jenissei von 1909 bis 1913 war Kazimierz Porębski (1872–1933), der später der erste Befehlshaber der polnischen Marine wurde.

### Kriegseinsatz
Schon vor der offiziellen Kriegserklärung vorbereitet, verlegten die russischen Minenleger Ladoga, Narova, Amur und Jenissei am 31. Juli 1914 auf Befehl des Befehlshabers der Baltischen Flotte, Vizeadmiral Nikolai Ottowitsch von Essen, diese zentrale Sperre, die einen Zugang fremder Marinen in den finnischen Meerbusen unmöglich machen sollte. Unter dem Schutz der Flotte wurden 2129 Minen in 4,5 Stunden verlegt. Bis zum Ende 1914 wurde hier 3150 Minen verlegt.

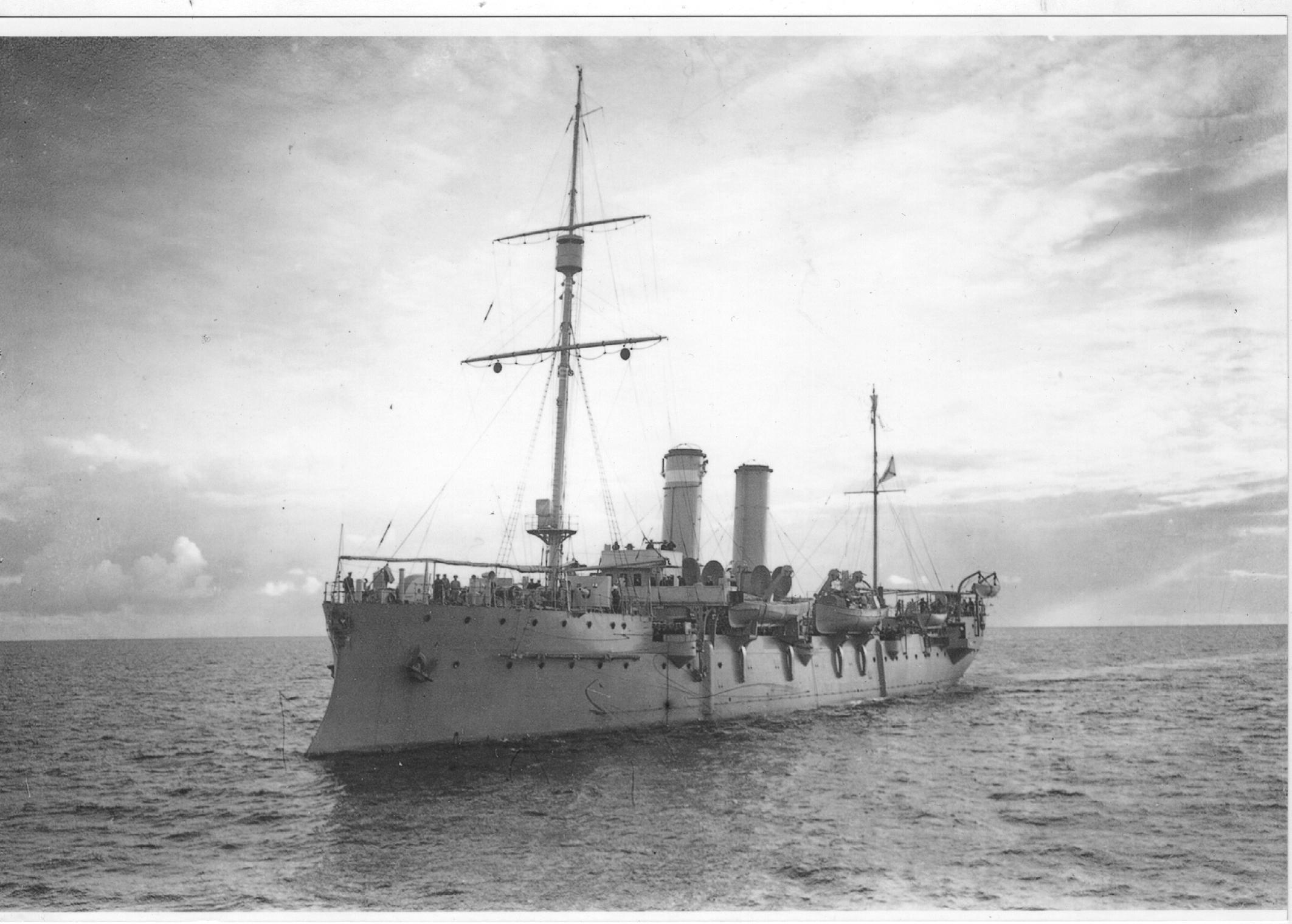
Die Amur vor 1917

Trotz ihrer geringen Geschwindigkeit kamen die Minenleger der Amur-Klasse im Weltkrieg auch bei offensiven Minenunternehmungen zum Einsatz. So verlegte die Amur am 17. bis 22. November 1914 unter dem Schutz des Panzerkreuzers Rurik und der Kreuzer Bogatyr und Oleg 240 Minen an der Stolpe-Bank in den Schifffahrtsweg zwischen Kolberg und Danzig. Am 14. bis 16. Dezember 1914 verlegte die Jenissei unter dem Schutz der Bogatyr in 45 Minuten 240 Minen in den Schifffahrtsweg nach Danzig, denen mindestens ein (wahrscheinlich sogar vier) deutsche Handelsschiffe zum Opfer fielen. Gleichzeitig waren die Panzerkreuzer Rurik und Admiral Makarow in See, die einige Minen noch weiter westlich verlegten. Insgesamt wurden 1914 über 1600 Minen von der russischen Marine in der mittleren und südlichen Ostsee gelegt. Prominentester Minenverlust des ersten Kriegsjahrs der deutschen Marine war der Panzerkreuzer Friedrich Carl vor Memel am 17. November 1914 mit glücklicherweise nur sieben Toten. Die Minen waren vermutlich vom russischen Zerstörer Nowik gelegt worden.

### Das Ende derJenissei
Zu Beginn des Jahres 1915 nahm die Jenissei an der Vergrößerung der Minensperren vor den Baltischen Inseln, insbesondere um Dagö teil. Am 22. Mai 1915 passierte sie mit zwölf Knoten Geschwindigkeit Odensholm, als sie mittschiffs von einem Torpedo des deutschen U-Boots U 26 getroffen wurde. Der Minenleger bekam sofort starke Schlagseite nach Steuerbord und sank innerhalb von zehn Minuten. Aus dem kalten Wasser konnten nur 20 Mann gerettet werden, 298 Mann starben mit der Jenissei.

Das gut erhaltene Wrack wurde 1993 von estnischen Tauchern gefunden; die Untersuchungen dauern an.

### Verbleib derAmur
Die Amur gehörte von 1915 bis 1917 zum „Minenleger-Detachement Ostsee“ in der Rigaer Bucht und war zur Bewachung und Verstärkung der dortigen Sperren eingesetzt. Zwischen dem 10. und 15. August 1915 verstärkte sie die Sperre an der Irbenstrasse gegen die deutschen Durchbruchversuche. Allein an der Irbenstrasse wurde von 1915 bis 1917 fast 10.000 Minen von der russischen Marine verlegt, um die Sperrung der Rigaer Bucht aufrechtzuerhalten. Das Schiff verlegte nach St. Petersburg und war an der Revolution 1917 beteiligt. Ab August 1918 war die Amur außer Dienst und als Blockschiff vorgesehen.
Vom Frühjahr 1930 bis zum Sommer 1933 wurde die ehemalige Amur als stationäres Schulschiff von der OSSOAWIACHIM genutzt. 1941 wurde sie nach Tallinn verlegt und dort am 28. August 1941 von deutschen Flugzeugen versenkt. Nach dem Krieg wurde sie gehoben und 1951 verschrottet.